# Christine Arrighi

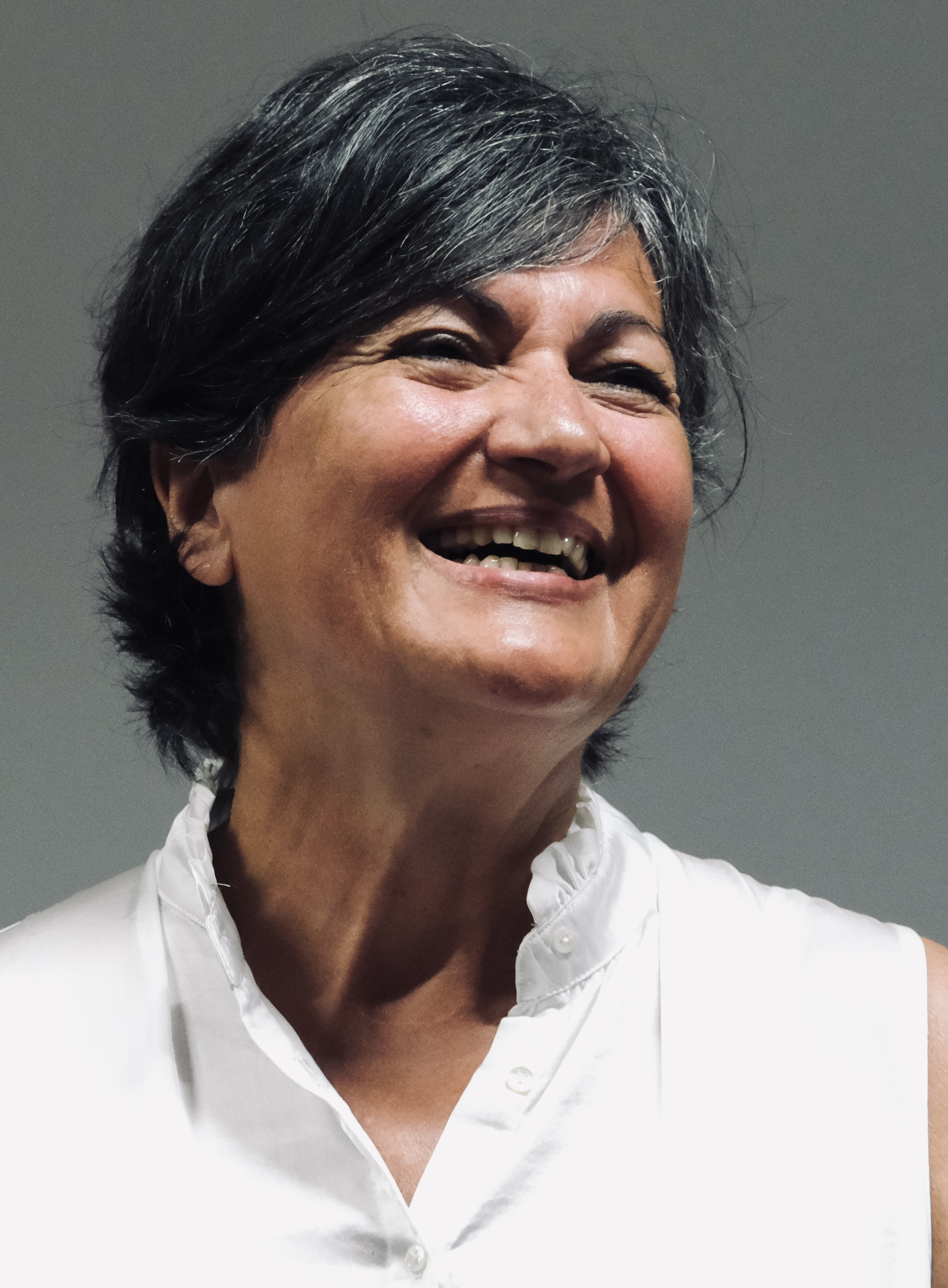
Christine Arrighi

Christine Arrighi (geboren am 19. September 1959 in Lannemezan, Hautes-Pyrénées) ist eine französische Politikerin und seit dem 19. Juni 2022 Abgeordnete in der französischen Nationalversammlung.

## Leben und Wirken

### Kindheit, Jugend, Ausbildung
Arrighi studierte am Institut d’études politiques de Toulouse (Abschluss 1980).

### Berufliche Laufbahn
Sie war Beamtin im Bereich der öffentlichen Finanzen. Sie wurde Verwaltungsrätin in der Direction générale des Finances publiques (Generaldirektion für öffentliche Finanzen). Im Februar 2022 trat sie in den Ruhestand ein.

### Politische Laufbahn
Arrighi war Gemeinderätin in Ramonville und wurde Kulturreferentin bei Pierre Cohen, dem Bürgermeister dieser Gemeinde. 2008 trat sie der Partei EELV bei und war zwischen 2016 und 2020 deren Regionalsekretärin. Sie kandidierte auf den Listen der EELV erfolglos bei den Parlamentswahlen 2012 und 2017.
Bei den französischen Parlamentswahlen 2022 kandidierte sie im neunten Wahlkreis des Departements Haute-Garonne für das Parteienbündnis NUPES. Im ersten Wahlgang lag sie an der Spitze und wurde im zweiten Wahlgang mit 58,55 Prozent der Stimmen gegen die bisherige Abgeordnete des Wahlkreises, Sandrine Mörch (Ensemble), zur Abgeordneten gewählt.
Bereits am Tag nach ihrer Wahl kündigte sie gegenüber France Bleu an, dass sie sich für ein Verbot bestimmter Pestizide, insbesondere von Glyphosat, einsetzen werde. Sie erklärte auch, sie wolle „das Kapital in die Produktion und in erneuerbare Energien umleiten“. Sie wurde Mitglied des Finanzausschusses der Nationalversammlung.